# Carmen Boni
Carmen Boni, nata Maria Carmela Bonicatti (Roma, 8 aprile 1901 – Parigi, 19 novembre 1963), è stata un'attrice italiana.

## Biografia
Nata come Maria Carmela Bonicatti, era figlia di un colonnello dell'esercito e di Teresa Rovere di Bergeggi. Debuttò nel 1919 sul grande schermo, con il suo vero nome, in una pellicola prodotta dalla Nova Film. Dopo un incontro con Diana Karenne decise di passare al nome d'arte con la quale sarà più conosciuta, con titoli che ottennero grandi successi popolari diretti perlopiù da Guglielmo Zorzi e da Augusto Genina, con il quale ebbe una relazione che sfociò nel matrimonio.
Con il film L'ultimo Lord (1926) si fece notare anche a livello internazionale, soprattutto in Germania, dove lavorò fino all'avvento del sonoro, dopodiché lasciò la Germania per andare a Parigi, negli studi di proprietà della Paramount Pictures, per recitare in alcuni film realizzati in molteplici versioni; con l'avvento del doppiaggio, però, interruppe praticamente l'attività cinematografica, fatti salvi tre film nel periodo dell'anteguerra tra il 1934 e il 1943. Nel dopoguerra fece un'ultima apparizione nel 1948 per poi ritirarsi definitivamente.
Sposata dal 1936 con Jean Rigaux, morì nella capitale francese nel 1963, all'età di 62 anni, travolta da un'automobile.

## Filmografia
- Ave Maria, gratia plena!, regia di Diana Karenne (1919)
- La pecorella, regia di Pio Vanzi (1920)
- Miss Dorothy, regia di Giulio Antamoro (1920)
- Ave Maria, regia di Diana Karenne (1920)
- Il fiore del Caucaso, regia di Augusto Camerini (1920)
- Monella di strada, regia di Umberto Fracchia (1920)
- Passione di popolo, regia di Giuseppe Sterni (1921)
- La scimitarra del Barbarossa, regia di Mario Corsi (1921)
- Ma non è una cosa seria, regia di Augusto Camerini (1921)
- La preda, regia di Guglielmo Zorzi (1921)
- Mio zio Barbassous, regia di Riccardo Cassano (1921)
- La dama de Chez Maxim's, regia di Amleto Palermi (1923)
- La piccola ignota, regia di Guglielmo Zorzi (1923)
- Il riscatto, regia di Guglielmo Zorzi (1924)
- La moglie bella, regia di Augusto Genina (1924)
- La preda, regia di Guglielmo Zorzi (1924)
- Il focolare spento (Mutter, verzeih mir), regia di Augusto Genina (1925)
- La bocca chiusa, regia di Guglielmo Zorzi (1925)
- L'ultimo Lord (Komtess Bubikopf), regia di Augusto Genina (1926)
- Addio giovinezza!, regia di Augusto Genina (1927)
- Venus im Frack, regia di Robert Land (1927)
- Matrimonio in pericolo (Ihr letztes Liebesabenteuer), regia di Max Reichmann (1927)
- Gehetzte Frauen, regia di Richard Oswald (1927)
- Die Gefangene von Shanghai, regia di Géza von Bolváry e Augusto Genina (1927)
- Der fidele Bauer, regia di Franz Seitz (1927)[2]
- La storia di una piccola Parigina (Der Sprung ins Glück), regia di Augusto Genina (1928)
- Scampolo, regia di Augusto Genina (1928)
- Liebeskarneval, regia di Augusto Genina (1928)
- Prinzessin Olala, regia di Robert Land (1928)
- Der Adjutant des Zaren, regia di Vladimir Striževskij (1929)
- Quartiere latino (Quartier Latin), regia di Augusto Genina (1929)
- La grazia, regia di Aldo De Benedetti (1929)
- Katharina Knie, regia di Karl Grune (1929)
- Il richiamo del cuore, regia di Jack Salvatori (1930)
- La vacanza del diavolo, regia di Jack Salvatori (1931)
- La riva dei bruti, regia di Mario Camerini (1931)
- L'ultimo Lord (La Femme en homme), regia di Augusto Genina (1932)
- Ne sois pas jalouse, regia di Augusto Genina (1934)
- Quella vecchia canaglia, regia di Carlo Ludovico Bragaglia (1934)
- Cléo, robes et manteaux, regia di Nunzio Malasomma (1935)
- La rivincita di Montecristo (Le Comte de Monte Cristo, 2ère époque: Le châtiment), regia di Robert Vernay e Ferruccio Cerio (1943)
- Il grande vessillo (D'homme à hommes), regia di Christian-Jaque (1948)